# راني (شركة)
شركة راني هي شركة امريكية متخصصة في صنع معدات الصوت للمحترفين وتقع في موكيلتو،( مدينة في مقاطعة سنوهوميش، الولايات المتحدة).

## نبذة
كانت مكونة من موظفين سابقين من شركة "فيز لينر" وبدأت بمنتجات تستهدف الفرق الموسيقية الصغيرة ولديهم الآن العديد من المنتجات.
إذ انها توفر وثائق تقنية شاملة حول إعداد المعدات الصوتية وتصميمها، بما في ذلك التأريض المناسب والترابط والضوضاء ومعايير القياس ومسرد مصطلحات الصناعة وأكثر من ذلك. وفي عام 2016 ، تم شراء شركة راني من قبل شركة InMusic Brands 

## روابط خارجية
- Company website
- Biography
- Technical library
- Pro Audio Reference